# Loretto (Pennsylvanie)

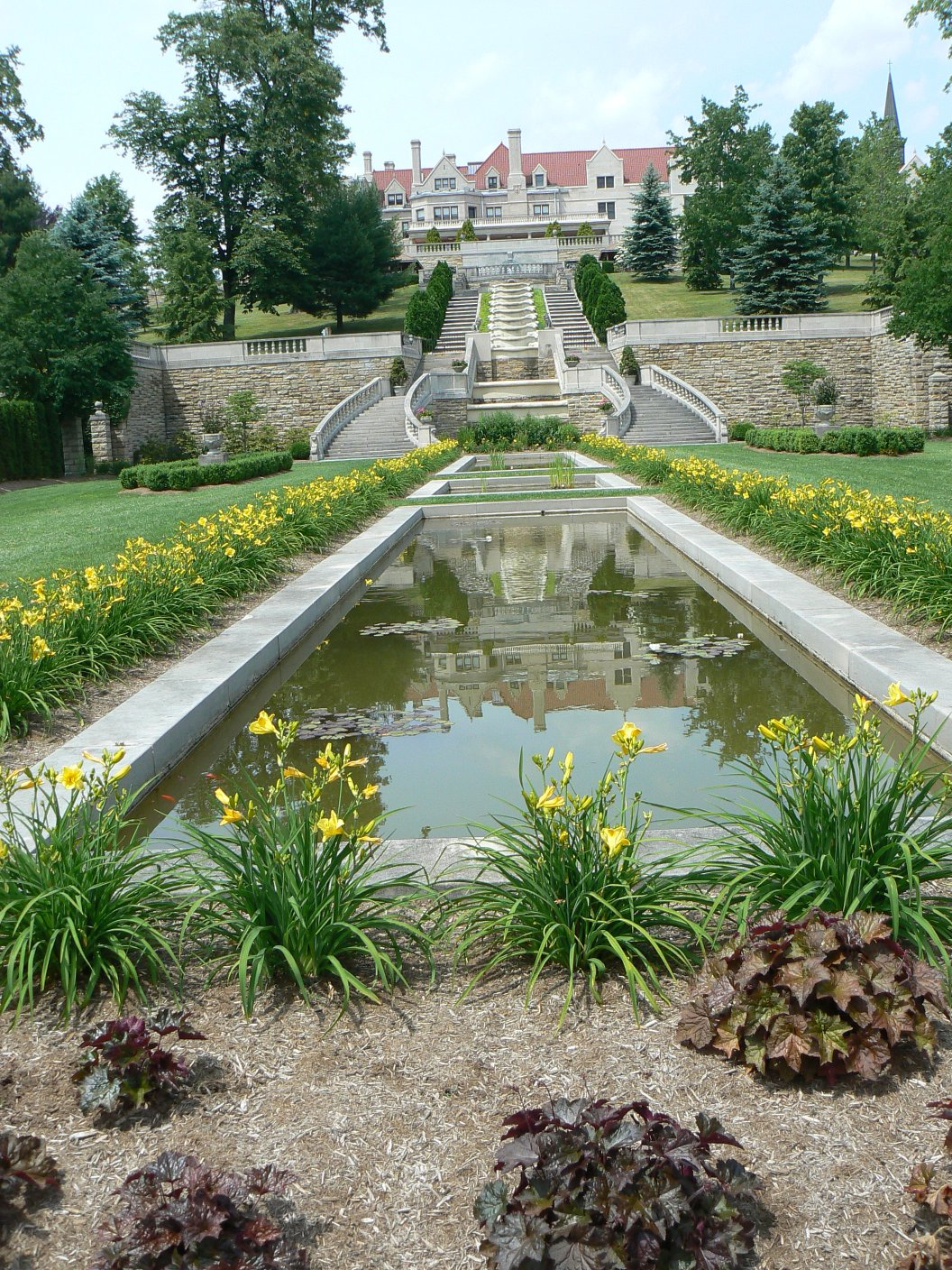
Maison, jardin et bassins du domaine du magnat Charles Schwab à Loretto

Loretto est un borough du comté de Cambria aux États-Unis en Pennsylvanie. Il comptait une population de 1 302 habitants au recensement de 2010. Loretto fait partie de la région métropolitaine de Johnstown, située à 40 km.
Loretto accueille la St. Francis University fondée par des franciscains enseignants irlandais en 1847.
Loretto doit son nom à Lorette (Loreto), sanctuaire de la Vierge en Italie, et a été fondée comme colonie catholique en 1799 par Dimitri Galitzine. Loretto devient la première paroisse catholique de colons de langue anglaise aux États-Unis, fondée à l'est des monts Allegheny. Il y avait en même temps des fondations de colons catholiques allemands, mais plus au sud.

## Patrimoine
- Basilique Saint-Michel-Archange
- Domaine de Charles Schwab